# Lijst van administratieve eenheden in Quảng Ngãi
Deze lijst bevat een overzicht van administratieve eenheden in Quảng Ngãi (Vietnam).
De provincie Quảng Ngãi ligt in het midden van Vietnam. In het oosten ligt de Zuid-Chinese Zee. De oppervlakte van de provincie bedraagt 5152,7 km² en Quảng Ngãi telt ruim 1.288.900 inwoners. Quảng Ngãi is onderverdeeld in een stad en dertien huyện.

## Stad

### Thành phốQuảng Ngãi
- Phường Chánh Lộ
- Phường Lê Hồng Phong
- Phường Nghĩa Chánh
- Phường Nghĩa Lộ
- Phường Nguyễn Nghiêm
- Phường Quảng Phú
- Phường Trần Hưng Đạo
- Phường Trần Phú
- Xã Nghĩa Dõng
- Xã Nghĩa Dũng

## Huyện

### Huyện Ba Tơ
- Thị trấn Ba Tơ
- Xã Ba Bích
- Xã Ba Chùa
- Xã Ba Cung
- Xã Ba Điền
- Xã Ba Dinh
- Xã Ba Động
- Xã Ba Giang
- Xã Ba Khâm
- Xã Ba Lế
- Xã Ba Liên
- Xã Ba Nam
- Xã Ba Ngạc
- Xã Ba Tiêu
- Xã Ba Tô
- Xã Ba Trang
- Xã Ba Vì
- Xã Ba Vinh
- Xã Ba Xa
- Xã BaThành

### Huyện Bình Sơn
- Thị trấn Châu ổ
- Xã Bình An
- Xã Bình Chánh
- Xã Bình Châu
- Xã Bình Chương
- Xã Bình Đông
- Xã Bình Dương
- Xã Bình Hải
- Xã Bình Hiệp
- Xã Bình Hòa
- Xã Bình Khương
- Xã Bình Long
- Xã Bình Minh
- Xã Bình Mỹ
- Xã Bình Nguyên
- Xã Bình Phú
- Xã Bình Phước
- Xã Bình Tân
- Xã Bình Thạnh
- Xã Bình Thanh Đông
- Xã Bình Thanh Tây
- Xã Bình Thới
- Xã Bình Thuận
- Xã Bình Trị
- Xã Bình Trung

### Huyện Đức Phổ
- Thị trấn Đức Phổ
- Xã Phổ An
- Xã Phổ Châu
- Xã Phổ Cường
- Xã Phổ Hòa
- Xã Phổ Khánh
- Xã Phổ Minh
- Xã Phổ Nhơn
- Xã Phổ Ninh
- Xã Phổ Phong
- Xã Phổ Quang
- Xã Phổ Thạnh
- Xã Phổ Thuận
- Xã Phổ Văn
- Xã Phổ Vinh

### HuyệnLý Sơn
- Xã An Bình
- Xã An Hải
- Xã An Vĩnh

### Huyện Minh Long
- Xã Long Hiệp
- Xã Long Mai
- Xã Long Môn
- Xã Long Sơn
- Xã Thanh An

### Huyện Mộ Đức
- Thị trấn Mộ Đức
- Xã Đức Chánh
- Xã Đức Hiệp
- Xã Đức Hòa
- Xã Đức Lân
- Xã Đức Lợi
- Xã Đức Minh
- Xã Đức Nhuận
- Xã Đức Phong
- Xã Đức Phú
- Xã Đức Tân
- Xã Đức Thắng
- Xã Đức Thạnh

### Huyện Nghĩa Hành
- Thị trấn Chợ Chùa
- Xã Hành Đức
- Xã Hành Dũng
- Xã Hành Minh
- Xã Hành Nhân
- Xã Hành Phước
- Xã Hành Thiện
- Xã Hành Thịnh
- Xã Hành Thuận
- Xã Hành Tín Đông
- Xã Hành Tín Tây
- Xã Hành Trung

### Huyện Sơn Hà
- Thị trấn Di Lăng
- Xã Sơn Ba
- Xã Sơn Bao
- Xã Sơn Cao
- Xã Sơn Giang
- Xã Sơn Hạ
- Xã Sơn Hải
- Xã Sơn Kỳ
- Xã Sơn Linh
- Xã Sơn Nham
- Xã Sơn Thành
- Xã Sơn Thượng
- Xã Sơn Thủy
- Xã Sơn Trung

### Huyện Sơn Tây
- Xã Sơn Bua
- Xã Sơn Dung
- Xã Sơn Lập
- Xã Sơn Liên
- Xã Sơn Long
- Xã Sơn Màu
- Xã Sơn Mùa
- Xã Sơn Tân
- Xã Sơn Tinh

### Huyện Sơn Tịnh
- Thị trấn Sơn Tịnh
- Xã Tịnh Ân
- Xã Tịnh Ân Đông
- Xã Tịnh Ân Tây
- Xã Tịnh Bắc
- Xã Tịnh Bình
- Xã Tịnh Châu
- Xã Tịnh Đông
- Xã Tịnh Giang
- Xã Tịnh Hà
- Xã Tịnh Hiệp
- Xã Tịnh Hòa
- Xã Tịnh Khê
- Xã Tịnh Kỳ
- Xã Tịnh Long
- Xã Tịnh Minh
- Xã Tịnh Phong
- Xã Tịnh Sơn
- Xã Tịnh Thiện
- Xã Tịnh Thọ
- Xã Tịnh Trà

### Huyện Tây Trà
- Xã Trà Khê
- Xã Trà Lãnh
- Xã Trà Nham
- Xã Trà Phong
- Xã Trà Quân
- Xã Trà Thanh
- Xã Trà Thọ
- Xã Trà Trung
- Xã Trà Xinh

### Huyện Trà Bồng
- Thị trấn Trà Xuân
- Xã Trà Bình
- Xã Trà Bùi
- Xã Trà Giang
- Xã Trà Hiệp
- Xã Trà Lâm
- Xã Trà Phú
- Xã Trà Sơn
- Xã Trà Tân
- Xã Trà Thủy

### Huyện Tư Nghĩa
- Thị trấn La Hà
- Thị trấn Sông Vệ
- Xã Nghĩa An
- Xã Nghĩa Điền
- Xã Nghĩa Hà
- Xã Nghĩa Hiệp
- Xã Nghĩa Hòa
- Xã Nghĩa Kỳ
- Xã Nghĩa Lâm
- Xã Nghĩa Mỹ
- Xã Nghĩa Phú
- Xã Nghĩa Phương
- Xã Nghĩa Sơn
- Xã Nghĩa Thắng
- Xã Nghĩa Thọ
- Xã Nghĩa Thuận
- Xã Nghĩa Thương
- Xã Nghĩa Trung